# Kevin Morgan
Kevin Morgan (nascido em 3 de janeiro de 1948) é um ex-ciclista australiano.
Ele competiu pela Austrália na prova de estrada individual e no contrarrelógio por equipes de 100 km nos Jogos Olímpicos de Verão de 1968, realizadas na Cidade do México.